# Petronella van Vliet
Petronella "Nel" van Vliet (Hilversum, 17. siječnja 1926. – Naarden, 4. siječnja 2006.) nizozemska plivačica.
Olimpijska je pobjednica u plivanju, a godine 1973. je bila primljena u Kuću slavnih vodenih sportova.